# Александра Ріплі
Александра Ріплі (англ. Alexandra Ripley, при народженні Александра Елізабет Брайд, англ. Alexandra Elizabeth Braid; 8 січня 1934, Чарлстон, Південна Кароліна — 10 січня 2004, Річмонд, Вірджинія) — американська письменниця.

## Життєпис
Народилася 8 січня 1934 року у місті Чарлстон, штат Південна Кароліна. Навчалася в елітній школі Ешлі Голл, потім у коледжі Вассар у містечку Пукіпсі, штат Нью-Йорк, де 1955 року здобула ступінь бакалавра гуманітарних наук за спеціальністю російська мова.
Її літературним дебютом став роман «Хто ця жінка у президентській спальні?» 1972 року. Її історичний роман «Чарлстон» (1981) став бестселером, як і наступні її твори «Від'їжджаючи з Чарлстона» (1984), «Час повертатися» (1985) та «Спадщина Нового Орлеану» (1987). Всесвітнього успіху зазнав її роман «Скарлетт» (1991), офіційний сиквел роману «Звіяні вітром» Маргарет Мітчелл, за яким 1994 року було відзнято однойменний мінісеріал з Джоанн Воллі-Кілмер та Тімоті Далтоном у головних ролях.
Письменниця тричі була у шлюбі. Першим її чоловіком у 1958—1963 роках був Леонард Ріплі, співвласник та звукорежисер лейблу Elektra Records. У 1971—1981 роках в шлюбі з Томасом Мартіном Гарлоком (1929—2008). З 1981 року — у шлюбі з Джоном Вінсентом Гремом (1926—2007), професором Університету Вірджинії, пізніше розлучилися. Письменниця мала двох доньок.
Александра Ріплі померла 10 січня 2004 року в себе вдома у місті Річмонд, штат Вірджинія, в 70-річному віці.

## Романи
- 1972 — Хто ця жінка у президентській спальні? (англ. Who’s the Lady in the President’s Bed?)
- 1981 — Чарлстон (англ. Charleston)
- 1984 — Від'їжджаючи з Чарлстона (англ. On Leaving Charleston)
- 1985 — Час повертатися (англ. The Time Returns)
- 1987 — Спадщина Нового Орлеану (англ. New Orleans Legacy)
- 1991 — Скарлетт (англ. Scarlett)
- 1994 — Із золотих полів (англ. From Fields of Gold)
- 1997 — Закохана богиня англ. A Love Divine)